# Szpital ortopedyczny przy ul. Gąsiorowskich w Poznaniu

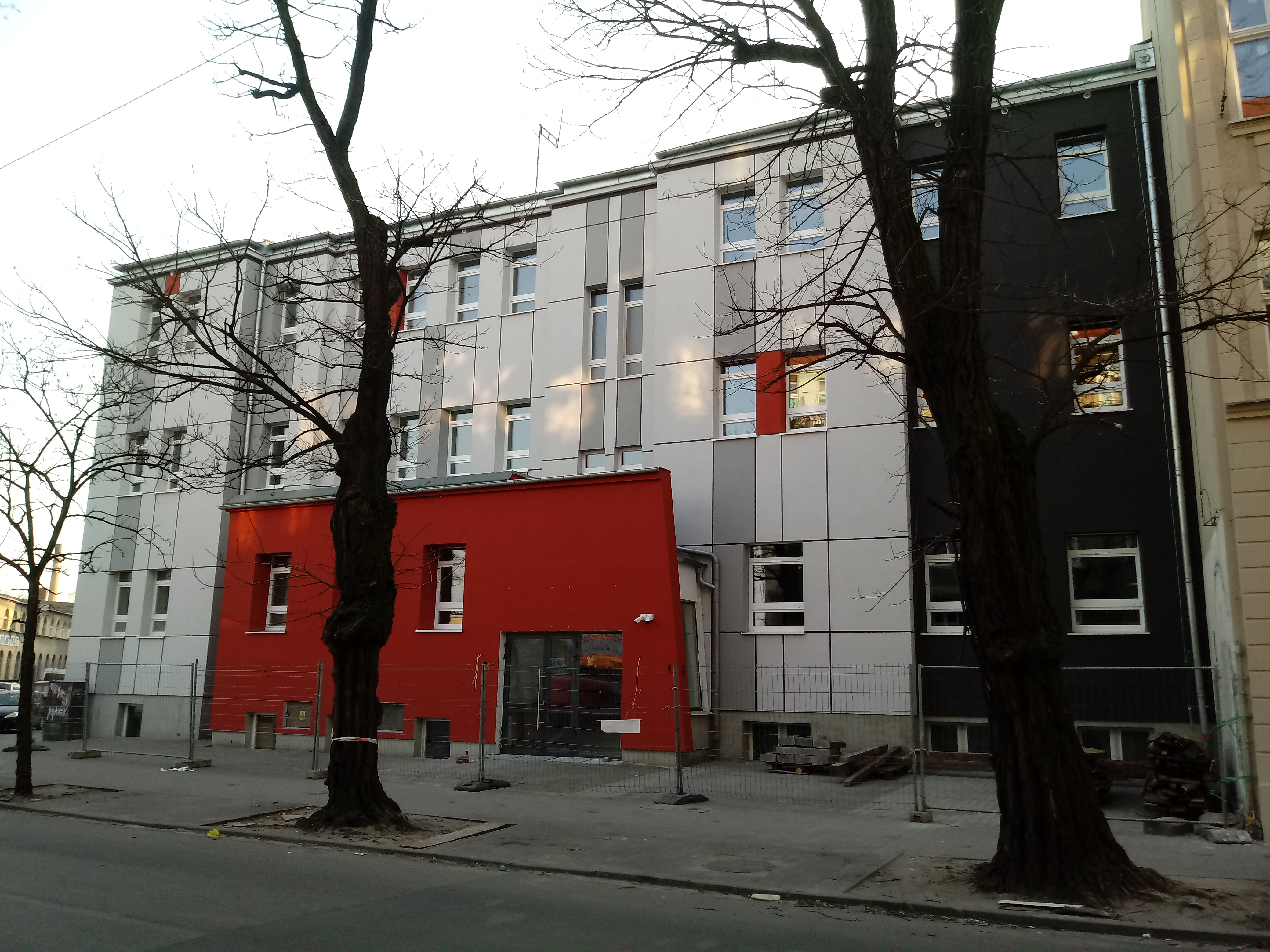
Budynek po byłym szpitalu ortopedycznym im. Ireneusza Wierzejewskiego w marcu 2020 roku

Szpital ortopedyczny przy ul. Gąsiorowskich w Poznaniu – szpital ortopedyczny działający w latach 1913–2010, usytuowany przy ul. Gąsiorowskich na Łazarzu w Poznaniu. Pierwotnie jako Poznański Zakład Ortopedyczny im. B. S. Gąsiorowskiego, przed likwidacją w 2010 roku jako Wielkopolskie Centrum Ortopedii i Chirurgii Urazowej im. Ireneusza Wierzejewskiego.

## Historia
Początkowo w 1912 roku w budynku przy ul. Alejowej (niem. Alleestrasse), gruntownie przebudowanym z dawnej willi fabrykanta Napoleona Urbanowskiego powstał „Zakład imienia Bronisława Saturnina Gąsiorowskiego na Bytyniu”. Właścicielką posesji położonej przy obecnej ul. Gąsiorowskich, na której znajduje się zakład, była właścicielka ziemska Helena Gąsiorowska, która Fundacji Gąsiorowskich powierzyła 2 miliony marek niemieckich na organizację szpitala ortopedycznego przy ul. Alejowej 7 w Poznaniu.
3 kwietnia 1913 roku w tym miejscu rozpoczął działalność Poznański Zakład Ortopedyczny im. B. S. Gąsiorowskiego. Zakład prowadzony był przez Fundację Gąsiorowskich, pod zarządem i opieką Poznańskiego Związku Towarzystw Dobroczynnych „Charitas” (później przynależącego do związku Caritas) i był pierwszym zakładem ortopedycznym na obszarze Polski. Kierownikiem został lekarz-ortopeda dr med. Ireneusz Wierzejewski.
W 1923 roku po mianowaniu dr med. Ireneusza Wierzejewskiego profesorem nadzwyczajnym, rozpoczęła działalność prowadzona przez niego, pierwsza w Polsce Klinika Ortopedyczna przekształcona z wcześniejszego zakładu ortopedycznego. Po śmierci Wierzejewskiego w 1930 roku klinikę zlikwidowano, a zarząd towarzystwa Caritas na stanowisko dyrektora szpitala, odtąd Zakładu im. Gąsiorowskiego, wyznaczył dr Michała Grobelskiego, który zajmował to stanowisko aż do wybuchu II wojny światowej.
Jeszcze w trakcie trwania działań wojennych, 26 lutego 1945 roku szpital rozpoczął ponownie przyjmowanie pacjentów, już jako Miejski Szpital Ortopedyczny im. Ireneusza Wierzejewskiego. Dyrektorem szpitala został wtedy dr med. Alfons Maciejewski, który kierował szpitalem do sierpnia 1965 roku. Następnie dyrektorem szpitala został dr med. Witold Jeske, który zarządzał szpitalem do przejścia na emeryturę 31 grudnia 1985 roku.
W latach 70. XX wieku szpital przejął Wojewódzki Wydział Zdrowia.
Między styczniem a wrześniem 1986 roku dyrektorem szpitala był prof. dr hab. med. Jerzy Król. Następnie, od października 1986 roku stanowisko to zajmował dr n. med. Wojciech Pankowski, który zmarł 23 lutego 2004 roku.
W 2004 roku stanowisko kolejnego dyrektora szpitala objął dr n. med. Piotr Jeske, który w przekształconym w okresie późniejszym w Wielkopolskie Centrum Ortopedii i Chirurgii Urazowej szpitalu, piastował je do zakończenia jego działalności 29 października 2010 roku. Oddziały szpitalne wraz ze wszystkimi lekarzami i częścią personelu zostały przeniesione do Szpitala Wojewódzkiego przy ul. Juraszów w Poznaniu.

## Tablica
Na budynku umieszczona była tablica pamiątkowa ufundowana przez pracowników szpitala o treści:
„W szpitalu tym, w latach 1912–1930 pracował i działał gen. Prof. dr Ireneusz Wierzejewski (1881–1930)
założyciel i pierwszy prezes Polskiego Towarzystwa Ortopedycznego i Traumatologicznego i kierownik pierwszej w Polsce kliniki ortopedycznej.
Twórca Polskiego Czerwonego Krzyża oraz redaktor naczelny Naukowych Pism Medycznych. Powstaniec wielkopolski.
W 50. rocznicę utworzenia Towarzystwa tablicę tę ufundowali pracownicy szpitala.”